# Vengeance romaine
Vengeance romaine est le 62e roman de la série SAS, écrit par Gérard de Villiers et publié en avril 1981 aux éditions Plon / Presses de la Cité. Comme tous les SAS parus au cours des années 1980, le roman a été édité lors de sa publication en France à 100 000 exemplaires.
Le roman se déroule essentiellement à Francfort (Allemagne) et à Rome (Italie).
Après l'attaque de son château de Liezen par des terroristes de la Fraction armée rouge qui ont tenté de l'exécuter, Malko Linge est bien décidé à se venger de ces terroristes allemands. Apprenant qu'ils se sont réfugiés auprès de leurs alliés des Brigades rouges italiennes, il décide de les traquer jusqu'à Rome.

## Personnages principaux

### Américains et alliés
- Malko Linge : agent contractuel de la CIA, Autrichien, héros du roman.
- James Gardener : chef de l'antenne de la CIA à Rome.
- Richard Wagner : chef de l'antenne de la CIA à Vienne.
- Elko Krisantem : majordome de Malko Linge (rôle secondaire).

### Terroristes allemands
- Horst Fulda : membre de la Fraction armée rouge.
- Inge Klein : membre de la Fraction armée rouge.
- Heinrich Stroll : membre de la Fraction armée rouge.

### Personnages italiens
- Stefano Ruggieri : journaliste italien.
- Tullio Calvani : militant italien d'extrême-gauche.
- Mario di Santini : chef-adjoint de la DIGOS (it), brigade antiterroriste de Rome.
- Mme di Santini : son épouse.
- Sergio Marecone : capitaine de carabiniers italien.
- Ornella Antonioni : femme avec qui Malko a une liaison d'ordre sexuel à Rome.
- Maria Rossi : jeune femme apportant une aide logistique aux terroristes à Rome.

### Autres personnages
- Rita Steinbach : jeune femme allemande apportant une aide logistique aux terroristes à Frankfort.
- Vanja Alagoas : 25 ans, invitée au bal du château de Malko, assassinée par les terroristes.
- Klaus Lied.

## Résumé

### Début du roman
On est en janvier 1981 et en ce début d'année Malko donne un grand bal dans son château de Liezen. Sa compagne Alexandra est absente. De manière inattendue, le domaine est attaqué par un commando de quatre terroristes chargé de l'exécuter au nom des droits des Palestiniens et de la lutte contre le Sionisme. Sa présence d'esprit ainsi que le courage et la vaillance d'Elko Krisantem (blessé par balle durant l'attaque) permettent à Malko de mettre en fuite les agresseurs. L'un des terroristes a d'ailleurs été tué par Elko Krisantem, et l'on déplore la mort de Vanja Alagoas, une invitée de Malko. Ce dernier apprend par les services secrets allemands et la CIA que les deux chefs du groupe s'appellent Horst Fulda et Inge Klein et que, membres de la Fraction armée rouge allemande, ils ont des liens logistiques avec les Brigades rouges (chapitres 1 à 3).
Malko se rend immédiatement en Allemagne, à Francfort, d'où les membres du commando venaient. Il suit la piste d'une dénommée Rita Steinbach. Il la rencontre et sollicite son aide. Elle refuse de la lui apporter. Mais l'ayant aperçue avec Malko, deux des terroristes lui crèvent les yeux. Sur son lit d'hôpital, Rita donne une information à Malko : Horst Fulda avait appelé à Rome une certaine Maria Rossi. Peu après avoir appris qu'Elko Krisantem vient de sortir de l'hôpital, Malko prend l'avion pour Rome. Le château ayant été gravement endommagé et en flammes, et compte tenu de la mort de Vanja Alagoas et de la mutilation faite à Rita, Malko ne pense qu'à une chose : se venger, d'où le titre du roman (chapitres 4 et 5).

### Aventures
Arrivé à Rome, où Horst Fulda et Inge Klein seraient hébergés par les Brigades Rouges, Malko rencontre une belle jeune femme, Ornella Antonioni, avec qui il a une aventure d'ordre sexuel. Il suit la piste de Maria Rossi, le contact de Horst Fulda à Rome. La filature lui permet d'apprendre que la jeune femme s'apprête à entrer en contact avec Heinrich Stroll, l'un des membres du commando de Liezen. Alors que Malko tente de l'intercepter à l'aéroport de Rome-Fiumicino, une fusillade éclate, suivi d'une prise d'otage et d'une course-poursuite. Le terroriste et son otage meurent durant la course-poursuite (chapitres 6 et 7).
Ornella propose à Malko de rencontrer Stefano Ruggieri, un journaliste de gauche qui a des contacts avec des membres des Brigades rouges. Malko accepte. Quelques jours plus tard, un rendez-vous est programmé à la Villa Torlonia, Stefano servant d'entremetteur et de guide. Arrivé au lieu du rendez-vous, Malko est reconnu comme étant membre de la CIA et menacé d'être immédiatement exécuté. Il parvient à s'enfuir et à appeler des secours. Stefano Ruggieri est grièvement blessé par les militants d'extrême-gauche (chapitres 8 et 9).
Malko suit la piste de Maria Rossi. Il la prend en filature. La jeune femme livre des armes à Horst Fulda et à Inge Klein. Stefano Ruggieri est assassiné sur son lit d'hôpital. Malko découvre stupéfait que Maria est en contact avec Ornella : il sait qui l'a trahi, c'est sa propre maîtresse ! Lorsqu'elle lui propose une sortie à Ostie, Malko comprend qu'il s'agit d'un piège. Il prévient la police italienne. La Ferrari d'Ornella est sabotée, de sorte qu'elle demande à Malko d'utiliser sa voiture. Or celle-ci est prêtée par la police et est blindée. Le jour dit, Malko et Ornella sont dans la voiture de tête et sont protégés par une voiture de police qui les suit. Un guet-apens a lieu : les policiers sont mitraillés et tués. La voiture blindée de Malko lui permet de rester en vie, mais Ornella est tuée de sang-froid par un terroriste. Malko sent que quelque chose lui échappe : pourquoi les terroristes ont-ils volontairement tué Ornella ? que savait-elle d'eux ? (chapitres 10 à 12).
Malko finit par découvrir ce qui le tarabuste : seule une personne appartenant à la police a pu renseigner les terroristes. Or Di Santini, l'adjoint au chef de la brigade anti-terroriste de Rome pouvait le faire et c'est d'ailleurs lui qui a dédouané Ornella. Il fait une enquête et découvre que Beppe, le fils des Di Santini, n'a pas regagné les États-Unis où il est censé faire ses études. Malko accuse Di Santini de collusion avec les Brigades Rouges. L'homme reconnaît les faits : effectivement son fils a été enlevé et sera exécuté si Di Santini ne fournit pas certaines informations. Malko propose de passer à l'attaque et de délivrer Beppe rapidement. Les terroristes organisent un coup contre Malko : ils ordonnent aux époux Di Santini d'inviter Malko pour le surlendemain, et il devra se rendre sans armes à leur domicile. Une fois Malko assassiné, Beppe leur sera rendu. Di Santini en parle à Malko, qui n'en mène pas large : il ignore tout du repaire des terroristes.
En rentrant au repaire où se terrent Horst et Inge, Maria Rossi est abordée par un play-boy italien qui la poursuit de ses assiduités. L'homme s'avère « collant ». Elle fait mine de répondre à ses sollicitations, mais au moment où il va lui mettre la main sur le sexe, elle le tue avec son petit Beretta. Elle regagne ensuite le repaire. Si l'affaire ne fait qu'un entrefilet dans la presse du lendemain, Malko lit l'entrefilet et se demande si ce ne serait pas l'œuvre de Maria. Il en informe le capitaine Sergio Maracone. Une trentaine de policiers sont requis pour enquêter dans le quartier ; des photos de Maria sont montrées aux gens. Finalement, ils découvrent où elle habite. Une fausse alerte au gaz est organisée. L'immeuble est cerné et les habitants priés de sortir. Mais Horst a compris qu'il était pris. Il tire sur Malko et s'enfuit. Beppe est libéré. Maria Rossi prend en otage Malko. Après plusieurs heures passées à discuter, elle renonce à la lutte armée et lui révèle le domicile ultime d'Horst.

### Fin du roman
Inge Klein a quitté Rome sans en rien dire à Horst, lequel a reçu un lot d'armes depuis l'Allemagne. Il s'est retranché dans un squat. Il attend Malko. Ce dernier se présente avec un porte-grenades et les lance toutes en même temps sur le quat. Horst est tué sur le coup. En définitive, si Malko s'est bien vengé de Horst Fulda, Inge Klein est toujours vivante et Malko ignore en fin de compte qui a été le commanditaire de l'attaque du château de Liezen. Peut-être les Palestiniens. Ou alors les Libyens. Il n'a aucune certitude. Il peut rentrer à Liezen et commencer à reconstruire son château.

## Autour du roman
- Dans le roman, il est fait référence à Foster Hillman (cf. SAS à l'ouest de Jérusalem - SAS n°9, 1967).
- Le récit peut être daté d'après les trois références faites par l'auteur à l'enlèvement du juge d'Urso (it) (12.12.1980 au 15 janvier 1981), qui n'a toujours pas été libéré quand l'action a lieu.
- Ce n'est pas la première fois qu'une fusillade nourrie a lieu dans les jardins de la propriété de Malko Linge ; cela était arrivé dans le roman Le Bal de la comtesse Adler (SAS n°21 - 1971) et dans le roman Embargo (SAS n°41 - 1976).